# Humbertiella nigrospinosa
Humbertiella nigrospinosa är en bönsyrseart som beskrevs av Sjostedt 1930. Humbertiella nigrospinosa ingår i släktet Humbertiella och familjen Liturgusidae. Inga underarter finns listade i Catalogue of Life.